# Trix
Trix (fulde navn TRIX Modelleisenbahn GmbH & Co. KG) er et tysk firma, der fremstiller modeltog, modeljernbaner samt tilbehør. Firmaet, med hovedsæde i Nürnberg, har rødder tilbage fra 1838 og ejes i dag af Märklin. Udover modeljernbaner har firmaet i tidens løb også beskæftiget sig med blandt andet metalbyggesæt, morseapparater og radiomodtagere.